# Старые души
Эта статья о книге Старые души. Если вы искали музыкальную группу из Лос-Анджелеса, то смотрите Старые души (оркестр).
Старые души: научные свидетельства прошлых жизней (англ. Old Souls: The Scientific Search for Proof of Past Lives) — документальная книга журналиста газеты The Washington Post Тома Шродера о продолжительных путешествиях с профессором Виргинского университета психиатром Яном Стивенсоном, который занимался исследованиями в области прошлых жизней и реинкарнаций в Ливане, Индии и на Юге США.  
Источниками информации для Стивенсона выступило 3000 детей, которые спонтанно вспомнили недавние события своих якобы прошлых жизней, выглядевших вполне себе обычно, в отличие от воспоминаний взрослых под гипнозом, где они якобы проживали романтические и героические жизни в далёком прошлом. Кроме того, в качестве важного доказательства существования реинкарнаций Стивенсон проводит взаимосвязь между родимыми пятнами и различными травмами, которые дети получили в прошлых жизнях.
Методология Стивенсона включала в себя прослушивание рассказов детей о прошлых жизнях, сравнения и сопоставления вариантов историй, рассказанных ими, верификация или фальсификация эмпирических утверждений. Причём, чем более длинными были истории детей, тем больше фактической информации можно было проверить. В этом смысле исследовательская работа Стивенсона аналогична работе этнографов и социальных антропологов.
Стивенсон подробно писал об исследовании реинкарнаций, но его исследования не получили должного распространения за пределами научных кругов. Шродер во время поездок со Стивенсоном выступает не столько как наблюдатель, сколько как скептик. Но чем больше времени проходит с начала путешествия и чем дальше заходят исследования, тем сложнее Шродеру отрицать возможность существования прошлых жизней и реинкарнаций.

## Отзывы
Профессор медицины и превентивной медицины Университета штата Нью-Йорк в Стоуни-Брук Джек Кулехан писал в аннотации:

Эта книга представляет собой хорошее введение к работе Яна Стивенсона — человека, который имеет право на эту базу данных (прим. имеется в виду база данных случаев реинкарнации), потому что он посвятил свою профессиональную жизнь изучению нарратива. Методология Стивенсона включала в себя прослушивание рассказов детей о прошлых жизнях, сравнения и сопоставления вариантов историй, рассказанных ими, верификация или фальсификация эмпирических утверждений. Причём, чем более длинными были истории детей, тем больше фактической информации можно было проверить. В этом смысле исследовательская работа Стивенсона аналогична работе этнографов и социальных антропологов

Журналист Нью-Йорк Таймс Дэвид Уоллис высказал следующее мнение: «После долгих лет насмешек со стороны коллег, доктор Ян Стивенсон, директор Департамента исследования личности Виргинского университета, наконец, получил должное уважение».
Более критично высказался философ и скептик Роберт Тодд Кэрролл, который писал что «„Старые души“ — это интересное чтиво, но автор не очень-то критичен в своих замечаниях. Он принимает многое за чистую монету и, похоже, не понимает опасности склонности к подтверждению своей точки зрения».
Книга Старые души получила значительное внимание со стороны средств массовой информации после публикации в Los Angeles Times, Chicago Tribune и других СМИ.